# بخش می سی سی سیناوا (شهرستان دارک، اوهایو)
بخش می سی سی سیناوا (به انگلیسی: Mississinawa Township) یک منطقهٔ مسکونی در ایالات متحده آمریکا است که در شهرستان دارک، اوهایو واقع شده‌است.
 بخش می سی سی سیناوا ۷۶٫۰ کیلومتر مربع مساحت و ۷۵۲ نفر جمعیت دارد و ۳۲۳ متر بالاتر از سطح دریا واقع شده‌است.